# Чахувкі
Чахувкі (пол. Czachówki, нім. Schackenhof) — село в Польщі, у гміні Біскупець Новомейського повіту Вармінсько-Мазурського воєводства.
Населення — 306 осіб (2011).

## Демографія
Демографічна структура станом на 31 березня 2011 року:
|          | Загалом | Допрацездатний вік | Працездатний вік | Постпрацездатний вік |
| -------- | ------- | ------------------ | ---------------- | -------------------- |
| Чоловіки | 157     | 28                 | 115              | 14                   |
| Жінки    | 149     | 33                 | 82               | 34                   |
| Разом    | 306     | 61                 | 197              | 48                   |